# Anthony Chemut
Anthony Chemut (ur. 17 grudnia 1992 w Nandi) – kenijski lekkoatleta specjalizujący się w biegach średniodystansowych. Okazjonalnie startuje także w długich biegach sprinterskich.
Bez powodzenia startował na mistrzostwach świata juniorów młodszych w Bressanone (2009). W 2011 zdobył dwa srebrne medale juniorskich mistrzostw Afryki, rozgrywanych w Gaborone. Wicemistrz Afryki w biegu na 800 metrów z roku 2012. Startował na igrzyskach olimpijskich w Londynie, na których odpadł w półfinale. Medalista mistrzostw kraju.

## Osiągnięcia
| Rok  | Impreza                               | Miejsce    | Konkurencja             | Lokata     | Wynik   |
| ---- | ------------------------------------- | ---------- | ----------------------- | ---------- | ------- |
| 2009 | Mistrzostwa świata juniorów młodszych | Bressanone | bieg na 400 metrów      | eliminacje | 48,60   |
| 2011 | Mistrzostwa Afryki juniorów           | Gaborone   | bieg na 800 metrów      | 2. miejsce | 1:47,16 |
| 2011 | Mistrzostwa Afryki juniorów           | Gaborone   | sztafeta 4 × 400 metrów | 2. miejsce | 3:10,17 |
| 2012 | Mistrzostwa Afryki                    | Porto-Novo | bieg na 800 metrów      | 2. miejsce | 1:44,53 |
| 2012 | Igrzyska olimpijskie                  | Londyn     | bieg na 800 metrów      | półfinał   | 1:45,63 |
| 2013 | Mistrzostwa świata                    | Moskwa     | bieg na 800 metrów      | półfinał   | 1:46,06 |
| 2013 | Mistrzostwa świata                    | Moskwa     | sztafeta 4 × 400 metrów | eliminacje | 3:06,29 |

## Rekordy życiowe
- Bieg na 400 metrów – 47,99 (2010)
- Bieg na 800 metrów – 1:43,96 (2012)
- Bieg na 800 metrów (hala) – 1:47,06 (2013)
- Bieg na 1000 metrów – 2:18,84 (2013)